# Gowan
Lawrence Gowan, cuyo nombre artístico es Gowan, (n. Glasgow, Escocia, 22 de noviembre de 1956) es un cantautor y teclista canadiense de origen escocés. Gowan fue cantante solista y actualmente es teclista y vocalista de la banda Styx. Su estilo musical es usualmente clasificado como rock progresivo.

## Carrera
A la edad de 19 años hizo una performance en piano en el Royal Conservatory of Music, en Toronto, Ontario, Canadá. Luego de su graduación, disfrutó de un éxito local con su banda Rhinegold, en 1976. 
Luego de la separación de la banda, en 1981, Gowan comenzó su carrera como solista bajo el nombre artístico de "Gowan", lanzando su primer álbum bajo ese mismo nombre en 1982. Este álbum fue producido por Kim Mitchell y contenía sencillos como "Victory", "Give In" y "Keep Up the Fight". 
En 1985 lanzó un nuevo álbum denominado Strange Animal, que fue un éxito comercial en Canadá y que fue producido por el británico David Tickle. Este álbum contenía hits como "A Criminal Mind", "(You're a) Strange Animal", "Guerilla Soldier" y "Cosmetics". 
En 1987 lanzó Great Dirty World, álbum que contenía el hit "Moonlight Desires", probablemente el más conocido de Gowan y que contaba con Jon Anderson (de la banda Yes) como vocalista secundario. En 1990 lanzó otro álbum, Last Brotherhood.
...but you can call me Larry (1993) fue su siguiente álbum. Contenía canciones como "Dancing on My Own Ground". Le siguió un nuevo álbum, The Good Catches Up (1995), siendo este su último álbum de estudio como solista.
En 1997 estrenó la canción "Healing Waters", en homenaje a Lady Di, luego de su muerte. En 2000 se unió a la banda Styx, que lidera actualmente. Fue artista invitado de la serie cómica canadiense Chilly Beach.
En febrero de 2006 dio conciertos en varias localidades de Ontario.

## Discografía

### Como solista

#### Sencillos
| Año  | Título                         | Posición en las listas | Posición en las listas |                                         |
| Año  | Título                         | Canadá RPM TOP 100     | Canadá RPM A/C CHARTS  | Álbum                                   |
| ---- | ------------------------------ | ---------------------- | ---------------------- | --------------------------------------- |
| 1982 | "Keep Up the Fight"            |                        |                        | Gowan                                   |
| 1982 | "Make It Alone"                |                        |                        | Gowan                                   |
| 1985 | "A Criminal Mind"              | #5                     | #14                    | Strange Animal                          |
| 1985 | "(You're a) Strange Animal"    | #15                    |                        | Strange Animal                          |
| 1985 | "Guerilla Soldier"             | #40                    |                        | Strange Animal                          |
| 1985 | "Cosmetics"                    | #41                    |                        | Strange Animal                          |
| 1987 | "Moonlight Desires"            | #10                    | #2                     | Great Dirty World                       |
| 1987 | "Awake the Giant"              | #36                    |                        | Great Dirty World                       |
| 1987 | "Living in the Golden Age"     | #78                    |                        | Great Dirty World                       |
| 1990 | "All the Lovers in the World"  | #6                     | #6                     | Lost Brotherhood                        |
| 1990 | "Lost Brotherhood"             | #44                    |                        | Lost Brotherhood                        |
| 1990 | "Out of a Deeper Hunger"       | #36                    | #17                    | Lost Brotherhood                        |
| 1993 | "When There's Time (For Love)" | #6                     | #11                    | ...but you can call me Larry            |
| 1994 | "Dancing on My Own Ground"     | #15                    | #17                    | ...but you can call me Larry            |
| 1994 | "Soul's Road"                  | #13                    | #15                    | ...but you can call me Larry            |
| 1994 | "Your Stone Walls"             | #46                    |                        | ...but you can call me Larry            |
| 1995 | "Heart of Gold"                | #88                    | #46                    | Borrowed Tunes: A Tribute to Neil Young |
| 1995 | "I'll Be There in a Minute"    | #41                    |                        | The Good Catches Up                     |
| 1995 | "Guns and God"                 | #14                    | #20                    | The Good Catches Up                     |
| 1996 | "Laura"                        |                        | #33                    | The Good Catches Up                     |
| 1996 | "The Good Catches Up"          | #18                    | #21                    | The Good Catches Up                     |
| 1997 | "Get It While You Can"         | #21                    |                        | The Good Catches Up                     |
| 1997 | "Healing Waters"               |                        | #13                    | Best of...                              |

#### Álbumes de estudio
| Lanzamiento        | Título                       | Posición en las listas       |
| Lanzamiento        | Título                       | Canadá Listas de álbumes RPM |
| ------------------ | ---------------------------- | ---------------------------- |
| Septiembre de 1982 | Gowan                        | #82                          |
| Enero de 1985      | Strange Animal               | #5                           |
| Marzo de 1987      | Great Dirty World            | #4                           |
| Julio de 1990      | Lost Brotherhood             | #26                          |
| Septiembre de 1993 | ...but you can call me Larry | #60                          |
| Noviembre de 1995  | The Good Catches Up          |                              |

#### Álbumes de compilación
| Lanzamiento     | Título     | Posición en las listas       |
| Lanzamiento     | Título     | Canadá Listas de álbumes RPM |
| --------------- | ---------- | ---------------------------- |
| Octubre de 1997 | Best of... | #87                          |

#### Álbumes en vivo
- 1996 Sololive: No Kilt Tonight
- 1997 Gowan au Quebec
- 1998 Home Field (sólo en el Reino Unido)

#### DVD en vivo
- 2006  Gowan live in concert

### Con Styx

#### Álbumes
- 2000 Arch Allies (en vivo junto a REO Speedwagon)
- 2001 Styx World: Live 2001
- 2002 At the River's Edge: Live In St. Louis
- 2002 21st Century Live
- 2002 A Classic Rock Christmas
- 2003 Cyclorama
- 2005 Big Bang Theory
- 2006 One with Everything: Styx and the Contemporary Youth Orchestra